# ایوان مدائن (خاقانی)
قصیده ایوان مدائن مرثیه‌ای بر پادشاهان ایران است که توسط خاقانی هنگام عبور از مداین و دیدن طاق کسری سروده شده‌است. شاعر این اثر را در زمان بازگشت از سفر حج سروده و شهرت قصیده مذکور به اندازه‌ای است که گویند خاقانی «با این اثر در میان مردم عامه شناخته شده‌است.» ایوان مدائن ۴۲ بیت دارد و در بحر هزج مثمن اخرب (مفعول مفاعیلن مفعول مفاعیلن) سروده شده‌است.
ایوان مدائن محتوایی اندوه‌بار و عبرت‌انگیز دارد و خاقانی ضمن اشاره به شکوه از دست رفته و «بریان بودن جگر دجله» از آن، ویرانه‌های طاق کسری را «به زبان حال به آواز داد و به گوش دل از آن آواز شنید… با زبان دل از خود می‌پرسد اگر سرنوشت بارگاه داد چنین باشد، سرنوشت ستم‌کاران چه خواهد شد» و از «دل عبرت‌بین» می‌خواهد که ایوان مدائن را «آیینه عبرت» بداند. این قصیده را گاهی با اثر مشابهی از شاعر عرب بحتری مقایسه می‌کنند.

## قصیده
| هان ای دل عبرت‌بین از دیده عبر کن هان     |  | ایوان مدائن را آیینه عبرت دان            |
| یک ره ز لب دجله منزل به مدائن کن         |  | وز دیده دوم دجله بر خاک مدائن ران        |
| خود دجله چنان گرید صد دجله خون گویی      |  | کز گرمی خونابش آتش چکد از مژگان          |
| بینی که لب دجله چون کف به دهان آرد       |  | گویی ز تف آهش لب آبله زد چندان           |
| از آتش حسرت بین بریان جگر دجله           |  | خود آب شنیدستی کاتش کندش بریان           |
| بر دجله گری نونو وز دیده زکاتش ده        |  | گرچه لب دریا هست از دجله زکات استان      |
| گر دجله درآموزد باد لب و سوز دل          |  | نیمی شود افسرده نیمی شود آتشدان          |
| تا سلسله ایوان بگسست مدائن را            |  | در سلسله شد دجله، چون سلسله شد پیچان     |
| گه‌گه به زبان اشک آواز ده ایوان را        |  | تا بو که به گوش دل پاسخ شنوی ز ایوان     |
| دندانه هر قصری پندی دهدت نونو            |  | پند سر دندانه بشنو ز بن دندان            |
| گوید که تو از خاکی ما خاک توایم اکنون    |  | گامی دوسه بر ما نه و اشکی دوسه هم بفشان  |
| از نوحه جغد الحق ماییم به دردسر          |  | از دیده گلابی کن دردسر ما بنشان          |
| آری چه عجب داری کاندر چمن گیتی           |  | جغد است پی بلبل، نوحه است پی الحان       |
| ما بارگه دادیم، این رفت ستم بر ما        |  | بر قصر ستمکاران تا خود چه رسد خذلان      |
| گویی که نگون کرده ست ایوان فلک‌وش را      |  | حکم فلکِ گردان یا حکم فلک گردان           |
| بر دیدهٔ من خندی ک‌این‌جا زِ چه می‌گرید       |  | خندند بر آن دیده ک‌این‌جا نشود گریان       |
| نی زالِ مدائن کم از پیرزنِ کوفه            |  | نه حجرهٔ تنگِ این کم‌تر زِ تنورِ آن           |
| دانی چه؟ مدائن را با کوفه برابر نه!      |  | از سینه تنوری کن وَ ز دیده طلب طوفان      |
| این است همان ایوان ک‌از نقشِ رخِ مردم       |  | خاکِ درِ او بودی دیوارِ نگارستان            |
| این است همان درگَه ک‌اورا زِ شهان بودی      |  | دیلم مَلِکِ بابِل، هندو شهِ ترکستان           |
| این است همان صفّه ک‌از هیبتِ او بردی        |  | بر شیرِ فلک حمله شیرِ تنِ شادروان           |
| پندار همان عهد است. از دیدهٔ فکرت بین     |  | در سلسلهٔ درگَه، در کوکبهٔ میدان            |
| از اسب پیاده شو، بر نَطعِ زمین رُخ نه       |  | زیرِ پیِ پیل‌اش بین شه‌مات شده نُعمان         |
| نی! نی! که چو نُعمان بین پیل‌افکنِ شاهان را |  | پیلانِ شب و روز اَش کُشته به پیِ دوران       |
| ای بس شهِ پیل‌افکن ک‌افکند به شه‌پیلی        |  | شطرنجیِ تقدیر اَش در مات‌گَهِ حرمان           |
| مست است زمین. زیرا خورده‌ست به‌جایِ می      |  | در کاسِ سرِ هرمز، خونِ دلِ نوشروان           |
| بس پند که بود آن‌گه بر تاجِ سر اَش پیدا     |  | صد پندِ نو است اکنون در مغزِ سر اَش پنهان   |
| کسری و ترنجِ زر، پرویز و ترهٔ زرّین         |  | بر باد شده یک‌سر، با خاک شده یک‌سان        |
| پرویز به هر خوانی زرّین‌تره گستردی         |  | کردی زِ بساطِ زر، زرّین‌تره را بستان         |
| پرویز کنون گم شد! زآن گم‌شده کم‌تر گو      |  | زرّین تره کو برخوان؟ رو «کَم تَرَکوا» برخوان |
| گفتی که کجا رفتند آن تاج‌وران اینک        |  | ز ایشان شکمِ خاک است آبستنِ جاویدان        |
| بس دیر همی‌زاید آبستنِ خاک، آری            |  | دشوار بود زادن، نطفه ستدن آسان           |
| خونِ دلِ شیرین است آن می که دهد رَزبُن       |  | ز آب و گِلِ پرویز است آن خُم که نهد دهقان   |
| چندین تنِ جبّاران ک‌این خاک فروخورده‌ست      |  | این گرسنه‌چشم آخر هم سیر نشد ز ایشان      |
| از خونِ دلِ طفلان سرخابِ رخ آمیزد           |  | این زالِ سپید ابرو، وین مامِ سیه‌پستان      |
| خاقانی ازین درگه دریوزهٔ عبرت کن          |  | تا از درِ تو زین‌پس دریوزه کند خاقان       |
| امروز گر از سلطان رندی طلبد توشه         |  | فردا زِ درِ رندی توشه طلبد سلطان           |
| گر زادِ رهِ مکه تحفه‌ست به هر شهری          |  | تو زادِ مدائن بَر تحفه ز پیِ شروان          |
| هرکس برَد از مکّه سبحه زِ گِلِ جمره           |  | پس تو ز مدائن بَر سبحه ز گلِ سلمان         |
| این بحرِ بصیرت بین! بی‌شربت از او مگذر     |  | ک‌از شطِّ چنین بحری لب‌تشنه شدن نتوان        |
| اِخوان که زِ راه آیند، آرند ره‌آوردی        |  | این قطعه ره‌آورد است از بهرِ دلِ اِخوان      |
| بنگر که در این قطعه چه سحر همی راند      |  | معتوهِ مسیحا دل، دیوانه‌یِ عاقل جان         |